# Ткаченко, Евгений Викторович
Евге́ний Ви́кторович Ткаче́нко (21 марта 1935, Омск, РСФСР, СССР — 1 апреля 2018, Москва, Россия) — советский и российский химик; доктор химических наук (1983), профессор (1984), действительный член Российской академии образования (1993), лауреат премии Президента России в области образования (1999).

## Биография
В 1958 году окончил физико-технический факультет Уральского политехнического института им. С. М. Кирова, преподавал там же. С 1964 года — на химическом факультете Уральского университета: доцент, профессор кафедры неорганической химии (1984—1986).
С 1985 по 1992 год — ректор Свердловского инженерно-педагогического института.
В 1992—1996 годах — министр образования Российской Федерации. Сторонник гуманизации, гуманитаризации и демократизации образования, дифференцированного, вариантного, доступного образования по выбору. Способствовал приостановке приватизации в системе образования России.
С 1995 года — член президиума Российской академии образования, член экспертного совета ВАК РФ по педагогике и психологии.
Владел английским и итальянским языками.
Был женат, есть сын.
Похоронен на Хованском кладбище .

## Научная деятельность

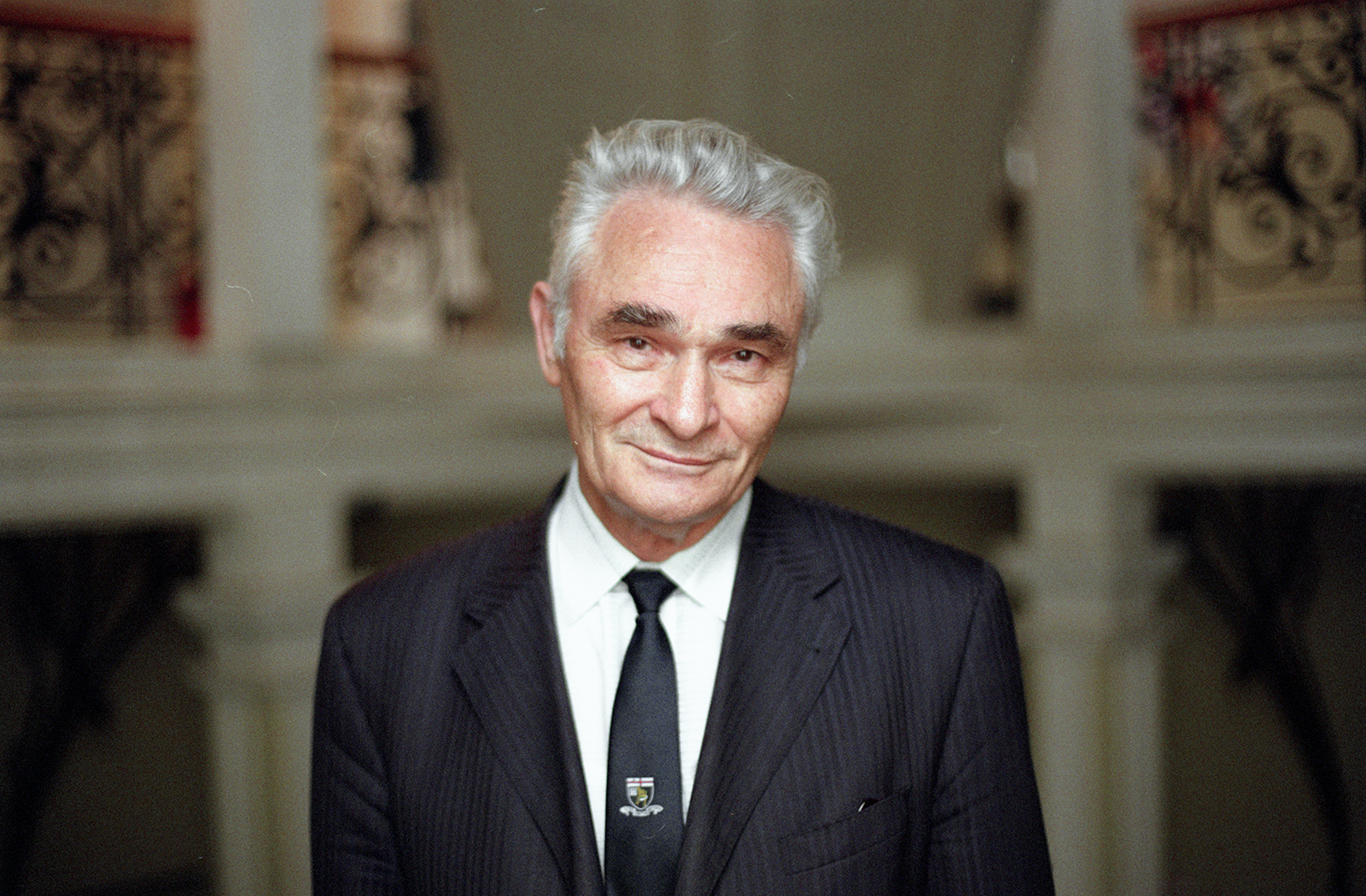
Евгений Викторович Ткаченко. 29 июня 2017

Область научных интересов — технология редких металлов, химия твёрдого тела; в последние годы — педагогика профессионального образования, организация и управление образованием.
В 1964 году защитил кандидатскую, в 1983 году — докторскую диссертацию «Физико-химические основы твердофазного синтеза сложнооксидных материалов (вольфраматы, молибдаты, ферриты)». Профессор (1984).
Автор более 480 научных публикаций, в том числе 26 монографий; 25 изобретений в области создания современных материалов для новейших технологий.

## Основные работы
- Смирнов И. П., Ткаченко Е. В. Социальное партнерство: что ждет работодатель? (Итоги пилотного Всероссийского социологического исследования). — М.: ООО «Аспект», 2004. — 32 с.
- Смирнов И. П., Ткаченко Е. В., Ван Ч. «Начальное и среднее профессиональное образование России и Китая на рубеже XX—XXI веков» (М. 2007)
- Смирнов И. П., Ткаченко Е. В. «Проект федерального закона „Об образовании в РФ“ (о фальсификации итогов общественного обсуждения)» В трех частях (М., 2012)